# جائزة غرامي لأفضل ألبوم موسيقى عصر جديد
جائزة الغرامي لأفضل ألبوم موسيقى العصر الجديد (بالإنجليزية: Grammy Award for best New age Album)‏ هي جائزة تقدمها الأكاديمية الوطنية لتسجيل الفنون والعلوم (NARAS) سنويا ضمن حفل توزيع جوائز الغرامي،لأفضل ألبوم يهم موسيقى العصر الجديد.بدأ العمل بالجائزة لأول مرة في سنة 1958.